# Горња земља (Нова Француска)
Горња земља (Нова Француска) (енгл. Upper Country, фр. Pays d'en Haut) је била територија Нове Француске која је покривала регионе Северне Америке који се налазе западно од Монтреала. Огромна територија обухватала је већи део региона Великих језера, ширећи се на запад и југ током времена на северноамерички континент како су Французи напредовали са истраживањима. „Горња земља” је основана 1610. године и трајала је до 1763. године када је паришким споразумом окончана Нова Француска, и територија је уступљене Британцима као провинција Квебек.

## Историја
Сан-Мари међу Хјуронима su основали Французи 1639. године, своју прву мисију северно од Великих језера, дуж источне обале језера Хурон. Након што су Ирокези уништили домовину Хурона 1649. године, француски мисионари су се вратили у Канаду са преосталим Хјуронима, који су се населили у пределу Вендакеа.
До 1660. године Француска је започела политику експанзије у унутрашњост Северне Америке из правца тадашње Канаде, са циљем да лоцира северозападни пролаз до Кине, да експлоатише природне ресурсе територије, као што су крзно и минералне руде, и да преведе домородачко становништво у католицизам. Трговци крзном су у то време почели су да истражују „горњу земљу” око Великих језера. Године 1659. Пјер-Есприт Радисон и Медард дес Гросеилије стигли су до западног краја језера Супериор, где су свештеници основали мисије, као што је мисија Су Сент Мери 1668. Године 1671. отац Жак Маркет је основао француску мисију која ће у Мишилиманаку током наредних пола века постати је почетна тачка за истраживање, место за дипломатске односе са староседеоцима и комерцијални центар за трговину крзном. Луј Жоли и Жак Маркет започели су, 17. маја 1673., истраживање реке Мисисипи, коју су назвали Сијукс Тонго (велика река) или Мичисипи. Стигли су до ушћа реке Арканзас, а затим се вратили узводно, сазнавши да велика река тече према Мексичком заливу, а не према Тихом океану како су претпостављали.

### Проширење на север
У данашњем Онтарију, делу Минесоте и источним преријама, изграђене су бројне трговачке станице и утврђења као што су Форт Каминистигва (1679), Форт Фронтенак (1673), Форт Сан Пјер (1731), Форт Сент Чарлс (1732) и Форт Торонто (1750).

### Проширење на југ
Године 1701. Антоан Ламет де Ла Моте је основао Форт Детроит, који је постао центар француског војног присуства у региону. Док су остале утврде у области ојачале мрежу, међу њима су тврђава Нијагара (1678.), тврђава Кревеква (1680.), тврђава де Баде (1683.), тврђава Сент-Луис ду Роше (1683.), тврђава Сен Антоан (1686.), тврђава Сен Жозеф (1691.), тврђава Мичилимакинац (1715. ), Форт Мајами (1715), Форт Ла Баје (1717), Форт Отенон (1717), Форт Чеквагенон (1718) и Форт Бехарно (1727). Ове тврђаве су обезбедиле француски суверенитет у овој области и олакшале трговину са староседеоцима. Године 1717., јужна подручја ближе реци Мисисипи позната као држава Илиној пребачена су из Канаде у Луизијану, колонију Француске јужно на ушћу реке.

### Насеља
Француска насеља у Горњој земљи јужно од Великих језера била су Детроит, Ла Бај, Су Сент Мери, Сент Игнас и Винсенс. Винсенс је касније припојен „Илиној кантрију” (Pays des Illinois), који је био део Луизијане. До 1773. године, број становништва Детроита је био 1.400 а до 1778. године број становника се повечао на 2.144.
Заштита Горње земље била су четири утврђења: Форт Преску Исле (1753), Форт Ле Боф (1753), Форт Дукес (1754) и Форт Мачалт (1754).

## Терминологија
Данас се израз Лес Паис-д'ен-Хаут (Les Pays-d'en-Haut) односи на регионалну општину у региону Лаврентид у Квебеку, северно од Монтреала. То је традиционално име већег подручја у брдима северозападно од Монтреала, са средиштем на горњим деловима реке Ривијер ду Норд (Лаврентид). Њена насеља су настала много касније него што је првобитно значење имена застарело.